# Marc Janko
Marc Janko, avstrijski nogometaš, * 25. junij 1983, Dunaj.
Janko je nekdanji avstrijski nogometaš, ki je igral na položaju napadalca, bil je tudi član avstrijske reprezentance. Za Red Bull Salzburg je v 108 tekmah dosegel 75 golov, od tega 39 golov v 35 tekmah v sezoni 2009/10. Je sin Eve Janko, ki je osvojila bronasto medaljo v ženskem metu kopja na poletnih olimpijskih igrah leta 1968 v Ciudad de Méxicu.